# Swieqi
Swieqi é um município e cidade no nordeste de Malta. Trata-se de um área residencial a apenas 15 minutos de ônibus do Recife e a uma curta distância a pé da vida noturna e centros de entretenimento de Malta, Paceville, St. Julian's. À medida que a cidade se desenvolveu, propriedades residenciais tomaram  conta de terras agrícolas. O nome da cidade significa "canais de água", uma lembrança do passado da região.